# Anfibión
Anfibión es un personaje ficticio en el universo de Marvel Comics. Aparece como un ex némesis y aliado de forma ocasional de Hulk.

## Publicación
Anfibión apareció por primera vez en Tales to Astonish #73-74 (noviembre-diciembre de 1963) y fue creado por Stan Lee y Jack Kirby. El personaje aparece posteriormente en The Incredible Hulk #269-272 (marzo-junio de 1982) y #471-474 (diciembre de 1998-marzo de 1999).

## Biografía
Anfibión es una criatura anfibia del planeta Xantares, considerado un guerrero supremo. Anfibión luchó con Hulk contra Sphere. Anfibión fue exiliado de Xantares cuando regresó después de su fracaso.
Luego, ayudó a los Sagitarios, junto con Hulk, Torgo y Dark-Crawler, contra el Maestro de la Galaxia y la Abominación.
Anfibión regresó a Xantares con la ayuda de Hulk, pero lo encontró diezmada y estuvo determinado a ayudar a reconstruirlo.